# Val di Mazara

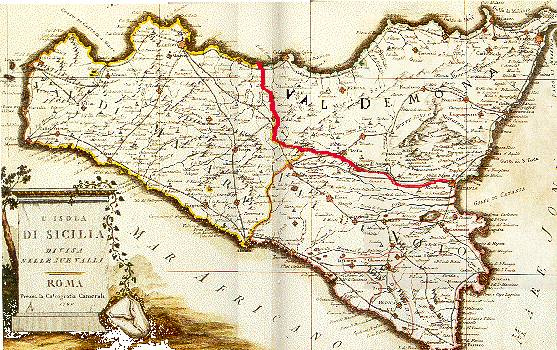
Der Val di Mazara (links) auf einer historischen Karte Siziliens

Der Val di Mazara ist eine historische Verwaltungseinheit im Westen Siziliens.
Val ist hier nicht Abkürzung von italienisch la valle = das Tal, sondern von il vallo, eine Bezeichnung, die auf die Vorherrschaft der Sarazenen über Sizilien zurückgehen soll, vgl. arabisch wilaya (ولاية) = Verwaltungsbezirk. Das Königreich Sizilien umfasste die drei Verwaltungseinheiten Val di Mazara, Val Demone (Nordosten) und Val di Noto (Südosten). Diese blieben bis 1818 bestehen, als eine neue Einteilung in sieben Provinzen durchgeführt wurde.
Der Val di Mazara hatte eine Fläche von etwa 11.000 km² und war somit der größte der drei Valli. Er umfasste den ganzen Westteil Siziliens bis zu der Linie, die durch die beiden Flüsse Imera Settentrionale und Imera Meridionale gebildet wird. Das entspricht in etwa dem Territorium der heutigen  Metropolitanstadt Palermo und den Freien Gemeindekonsortien Trapani und Agrigent.